# Talaram Mamman
Talaram Mamman (ur. 10 stycznia 1980) – nigeryjski zapaśnik walczący w stylu klasycznym. Brązowy medalista mistrzostw Afryki w 2010. Srebrny medalista igrzysk wspólnoty narodów w 2010 roku.